# Сигге Старк
Сигге Старк, настоящее имя Сигне Бьёрнберг, урождённая Петерсен (швед. Sigge Stark, швед. Signe Björnberg; 22 марта 1896 — 1 февраля 1964) — шведская писательница, автор множества книг о животных.

## Биография и творчество
Сигне Петерсен родилась в 1896 году близ Эребру. Её родителями были Карл и Отильда Петерсен. Детство Сигне прошло в Нерке и Сёдерманланде, а с 1905 по 1907 год семья жила в Берлине. Затем отец Сигне разорился, бросил семью, а через пятнадцать лет был найден мёртвым в Польше. Сигне Петерсен, старший ребёнок в семье, любила животных и природу, росла сильной и смелой и жалела, что не родилась мальчиком. Она перепробовала множество разных профессий, в том числе работала конюхом, и в конце концов приняла решение стать писательницей.
В 1921 году Сигне Петерсен опубликовала несколько рассказов в журнале Vårt hem под псевдонимом Сигге Старк. В следующем году вышел её первый роман «Den steniga vägen till lyckan». Впоследствии многие произведения писательницы выходили вначале в журнале Vårt hem, а затем издавались в форме книг. Сигге Старк писала в самых разных жанрах, от любовных и приключенческих до детективных историй. Она также является автором двух радиосериалов, «Hällebäcks gård» (1959—1960) и «Lia-Perla» (1961—1962). По первому из них в 1961 году был снят фильм.
Впоследствии Сигге Старк много писала о животных, в том числе нехудожественные произведения, которые публиковала под своим настоящим именем. Самой известной её книгой на эту тему стала «Kamrat Hund» (1953). В общей сложности писательница создала более 100 романов, около 600 рассказов и около 100 научно-популярных произведений о животных. В 1940-х годах Сигге Старк была самым издаваемым и самым читаемым автором в Швеции, но также и самым критикуемым: её имя стало синонимом массовой, низкопробной литературы. Лишь позднее, в 1970-х годах, произошла некоторая переоценка её творчества.
Помимо литературного творчества, Сигге Старк также была известна как заводчик лошадей и собак, а также как первая в Швеции женщина, принимавшая участие в бегах. Это увлечение она разделяла со своим мужем, Гёстой Бьёрнбергом. Разведение и содержание лошадей было дорогостоящим хобби, и это стало одной из причин необычайной плодовитости Сигге Старк как писательницы: продажа книг позволяла получить необходимые средства.
Сигне Бьёрнберг умерла в 1965 году и была похоронена в Торсбю.